# 徳川綱吉 イヌと呼ばれた男
『徳川綱吉 イヌと呼ばれた男』（とくがわつなよし イヌとよばれたおとこ）は、2004年12月28日にフジテレビ系列で放送された時代劇ドラマ。前年に同系列局で放送された『太閤記 サルと呼ばれた男』に続き、草彅剛が主演している。
犬公方と呼ばれ、「天下の悪法」と呼ばれた生類憐れみの令で有名な第5代将軍徳川綱吉の視点から、憐れみの令成立までの紆余曲折と、同時期に進行する赤穂浪士の討ち入りを描いている。
視聴率は15.7%。

## スタッフ
- 脚本：福田靖
- 企画：石原隆
- 演出：鈴木雅之
- 音楽：佐橋俊彦
- プロデューサー：矢吹東

## キャスト
- 徳川綱吉：草彅剛
- 松子：深田恭子
- 柳沢吉保：田辺誠一
- 堀田正俊：西村雅彦
- 稲葉正休：勝村政信
- 間部詮房：中丸新将
- 桂昌院（綱吉の生母）：戸田恵子
- お伝の方：酒井若菜
- 徳松：大同翔音
- お紺：木内晶子
- 浅野内匠頭：陣内孝則（特別出演）
- 吉良上野介：竹中直人
- 大石内蔵助：堤真一
- りく：大塚寧々
- 大石主税：中田大智
- 間喜兵衛：石丸謙二郎
- 片岡源五衛門：鈴木一真
- 大高源五：本宮泰風
- 吉田忠左衛門：相島一之
- 早水藤左衛門：菊池均也
- 間瀬久太夫：高橋英樹（特別出演）
- 戸田山城守（老中）：小木茂光
- 阿部豊後守（老中）：渡辺哲
- 小笠原佐渡守（老中兼京都所司代）：甲本雅裕
- 土屋相模守（老中）：小原雅人
- 秋元但馬守（若年寄（後に老中）、山城守の嫡男）：峰蘭太郎
- 大久保加賀守（前老中首座）：野仲イサオ
- 白河（大奥総取締）：宮田早苗
- 近藤平八郎：柴田善行